# شریک‌آباد علیا
شریک‌آباد علیا، روستایی از توابع بخش مرکزی شهرستان کهنوج در استان کرمان ایران است.

## جمعیت
این روستا در دهستان نخلستان قرار دارد و براساس سرشماری مرکز آمار ایران در سال ۱۳۸۵، جمعیت آن ۱۵ نفر (۵خانوار) بوده‌است.